# Eucalyptus dumosa
Eucalyptus dumosa är en myrtenväxtart som beskrevs av Allan Cunningham och Oxley. Eucalyptus dumosa ingår i släktet Eucalyptus och familjen myrtenväxter. Inga underarter finns listade i Catalogue of Life.

## Bildgalleri

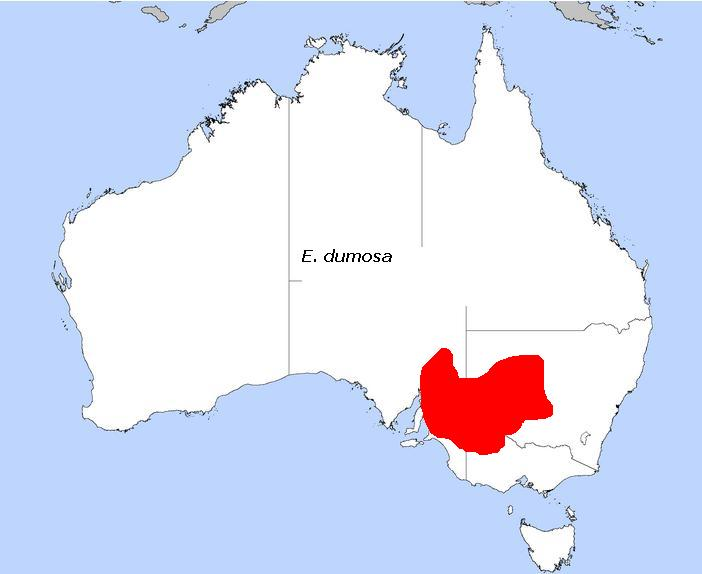
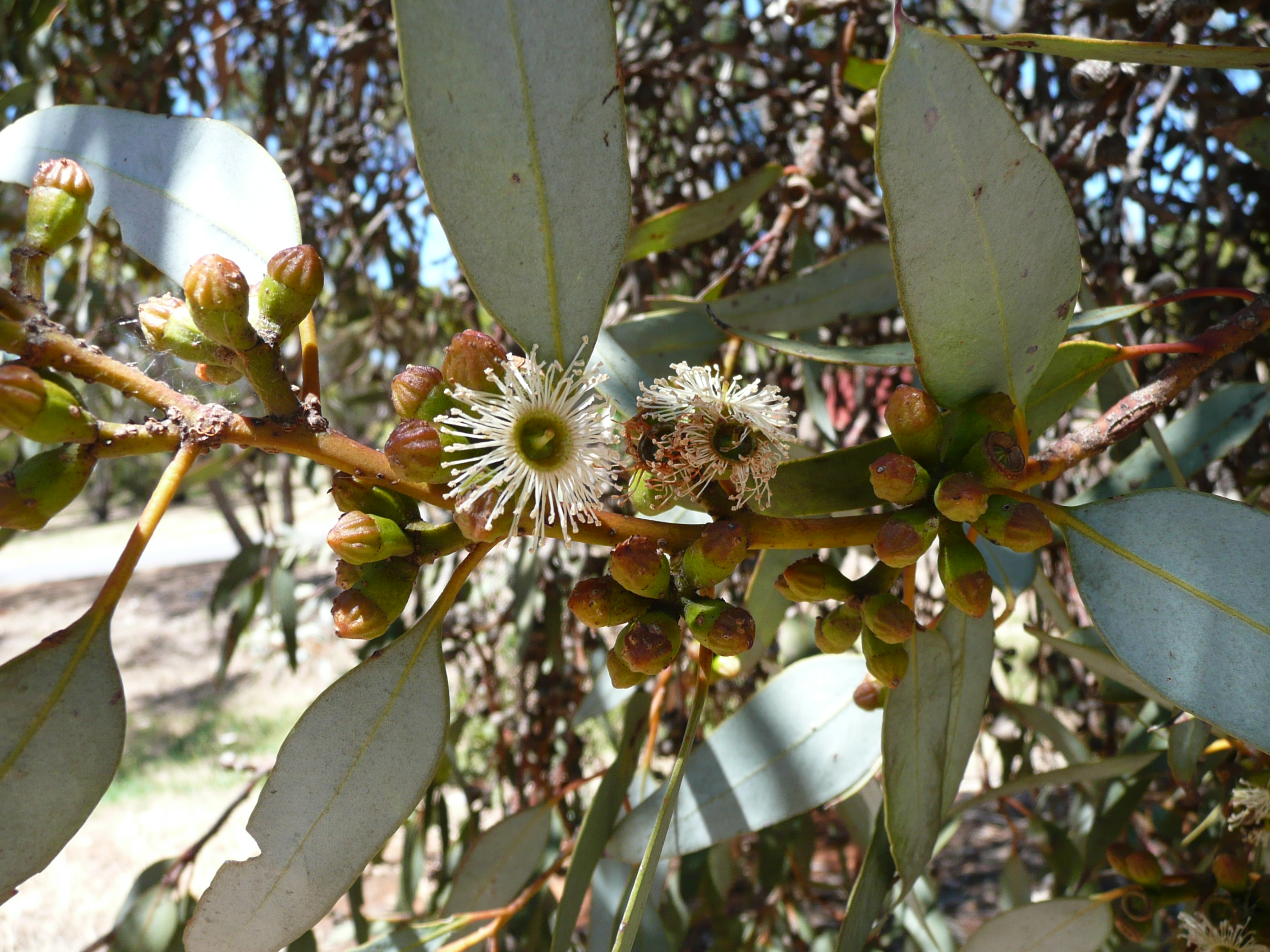